# Droga Królewska (Kraków)

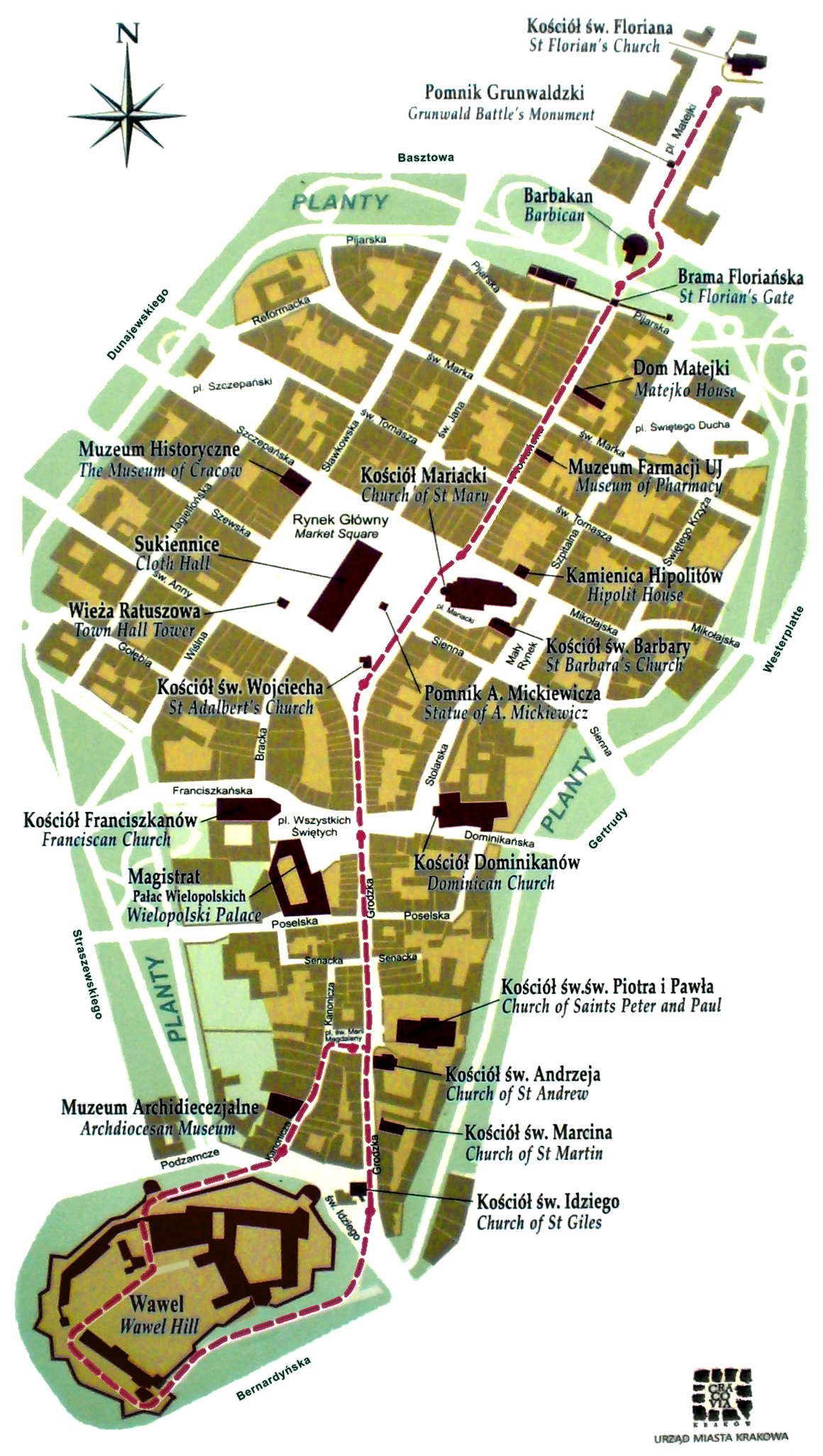
Droga Królewska

Droga Królewska w Krakowie – nazwa nadana ul. Floriańskiej, Rynkowi Głównemu, ul. Grodzkiej, ul. Senackiej i ul. Kanoniczej w związku z uroczystymi wjazdami monarchów, koronacjami i pogrzebowymi procesjami do roku 1734. Droga Królewska rozpoczyna się na Kleparzu i prowadzi przez Stare Miasto i Okół na Wawel.
Wzdłuż Drogi Królewskiej znajdują się najważniejsze zabytki starego Krakowa.
| Droga Królewska, w kierunku na południe z Kleparza przez ul. Floriańską (od lewej do prawej) |          |                  |                |
| Kościół św. Floriana                                                                         | Barbakan | Brama Floriańska | ul. Floriańska |

| Droga Królewska, z Rynku Głównego na południe przez ul. Grodzką (od lewej do prawej) |                                                        |                       |                        |                     |
| Kościół Mariacki                                                                     | Rynek Główny (2005 podczas uroczystości Jana Pawła II) | Kościół św. Wojciecha | Kościół św. Franciszka | Pałac Wielopolskich |

| Droga Królewska, przez ul. Grodzką do Wawelu (od lewej do prawej) |                      |                                      |                   |
| Kościół św. Piotra i Pawła                                        | Kościół św. Andrzeja | Zamek Królewski na Wzgórzu Wawelskim | Katedra na Wawelu |